# NASA large strategic science missions

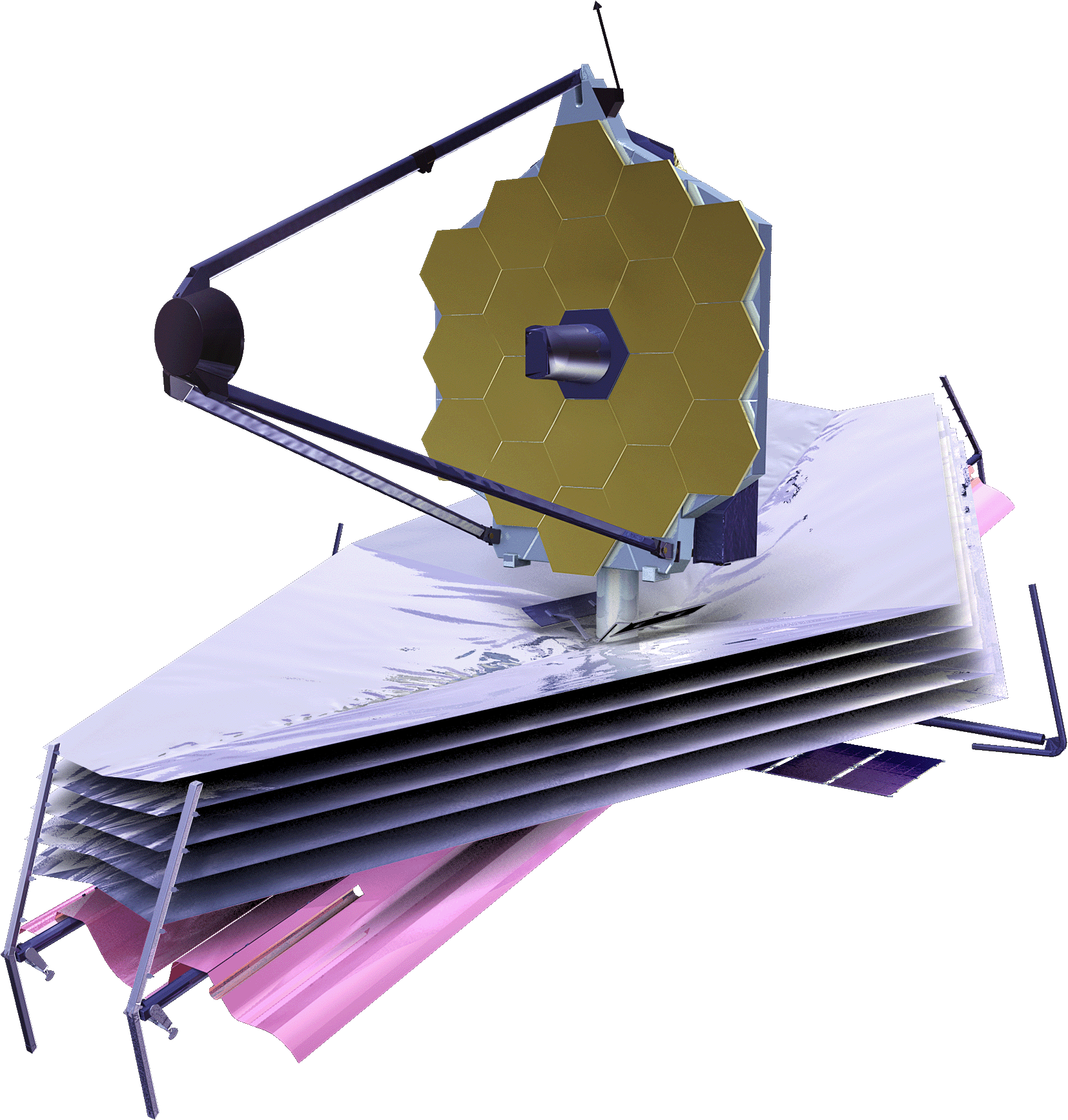
Kosmiczny Teleskop Jamesa Webba wystartował w grudniu 2021 roku. Jego rozwój kosztował około 10 miliardów dolarów.

NASA large strategic science missions, lub misje Flagship – ogólny termin na bezzałogowe misje sond kosmicznych, które są najdroższymi i najbardziej wydajnymi sondami kosmicznymi NASA. Wszystkie misje flagowe istnieją w ramach wszystkich czterech działów Science Mission Directorate: astrofizyki, nauk o Ziemi, heliofizyki i planetologii.
W nazwie terminu, słowo „Large” odnosi się do budżetu każdej misji, która zazwyczaj jest najdroższą misją w danej dziedzinie naukowej. W ramach Astrophysics Division i Planetary Science Division misje flagowe zwykle przekraczają 1 miliard dolarów. W ramach Earth Science Division i Heliophysics Division duże misje strategiczne NASA zwykle przekraczają 500 milionów dolarów. Słowo „Strategic” odnosi się do roli misji w realizacji wielu priorytetów strategicznych określonych między innymi w Decadal Surveys. Słowo „Science” oznacza te misje jako przede wszystkim o znaczeniu naukowym.
Misje flagowe NASA nie podlegają żadnemu większemu „programowi Flagship”, w przeciwieństwie do misji Discovery, które podlegają programowi Discovery. Misje flagowe NASA są opracowywane ad hoc, bez z góry określonej częstotliwości lotów lub jednolitej wielkości budżetu.

## Lista misji
| Nazwa misji                               | Początek misji | Koniec misji  |
| Dział planetologii                        |                |               |
| Viking 1, 2                               | 1975           | 1982          |
| Voyager 1, 2                              | 1977           | Operacyjny    |
| Galileo                                   | 1989           | 2003          |
| Cassini                                   | 1997           | 2017          |
| Mars Science Laboratory/Curiosity Rover   | 2011           | Operacyjny    |
| Mars 2020/Perseverance + Ingenuity        | 2020           | Operacyjny    |
| Europa Clipper                            | 2024           | Operacyjny    |
| Mars Sample Return                        | Zaproponowano  | Zaproponowano |
| Uranus Orbiter and Probe                  | Zaproponowano  | Zaproponowano |
| Enceladus Orbilander                      | Zaproponowano  | Zaproponowano |
| Dział Astrofizyki                         |                |               |
| Kosmiczny Teleskop Hubble’a               | 1990           | Operacyjny    |
| Teleskop kosmiczny Comptona               | 1991           | 2000          |
| Teleskop kosmiczny Chandra                | 1999           | Operacyjny    |
| Kosmiczny Teleskop Jamesa Webba           | 2021           | Operacyjny    |
| Kosmiczny Teleskop Roman                  | W rozwoju      | W rozwoju     |
| Habitable Worlds Observatory              | Zaproponowano  | Zaproponowano |
| Dział heliofizyki                         |                |               |
| Solar Dynamics Observatory                | 2010           | Operacyjny    |
| Van Allen Probes                          | 2012           | 2019          |
| Magnetospheric Multiscale Mission         | 2015           | Operacyjny    |
| Parker Solar Probe                        | 2018           | Operacyjny    |
| Dział nauk o Ziemi                        |                |               |
| Terra                                     | 1999           | Operacyjny    |
| Aqua                                      | 2002           | Operacyjny    |
| ICESat                                    | 2003           | 2010          |
| Aura                                      | 2004           | Operacyjny    |
| Joint Polar Satellite System              | 2011           | Operacyjny    |
| Plankton, Aerosol, Cloud, ocean Ecosystem | 2024           | Operacyjny    |